# Arbitrage (salaire sportif)
Pour les articles homonymes, voir arbitrage.
 (février 2013).
Si vous disposez d'ouvrages ou d'articles de référence ou si vous connaissez des sites web de qualité traitant du thème abordé ici, merci de compléter l'article en donnant les références utiles à sa vérifiabilité et en les liant à la section « Notes et références ».
L'arbitrage est une procédure mise en place en Amérique du Nord afin de trancher les cas conflictuels entre les franchises et les joueurs à propos du montant des salaires. Dans les cas où les négociations salariales n'aboutissent pas, un comité indépendant fixe le montant du salaire du joueur en prenant en compte ses résultats sportifs.

## Baseball
L'arbitrage est mis en place en 1973 en Ligue majeure de baseball.
De 1973 à 1983, l'arbitrage est plutôt favorable aux franchises. Depuis 1983 et le cas de Fernando Valenzuela qui obtient plus d'un million de dollars de salaire annuel via l'arbitrage, ce dernier apparait plutôt favorable aux joueurs.[réf. nécessaire] Les procédures d'arbitrage telles que mises en place en 1973 sont suspendues en 1976-1977.
En 2007, l'arbitrage a concerné 48 joueurs de MLB. Pour la première fois en 2012-2013, aucun joueur ne va en arbitrage avec son équipe, si l'on fait exception de 1976-1977 où la procédure était suspendue.

## Hockey sur glace
Dans la Ligue nationale de hockey, en cas de désaccord entre un joueur et sa franchise sur le montant de son salaire, il peut être fait appel à un arbitre. Celui-ci a 48 heures pour estimer le montant du salaire que le joueur devrait toucher puis, la franchise a elle-même 48 heures pour accepter ou refuser ce montant. En cas de refus, le joueur est libre de proposer ses services à une autre franchise.